# پناهگاه اقلیمی

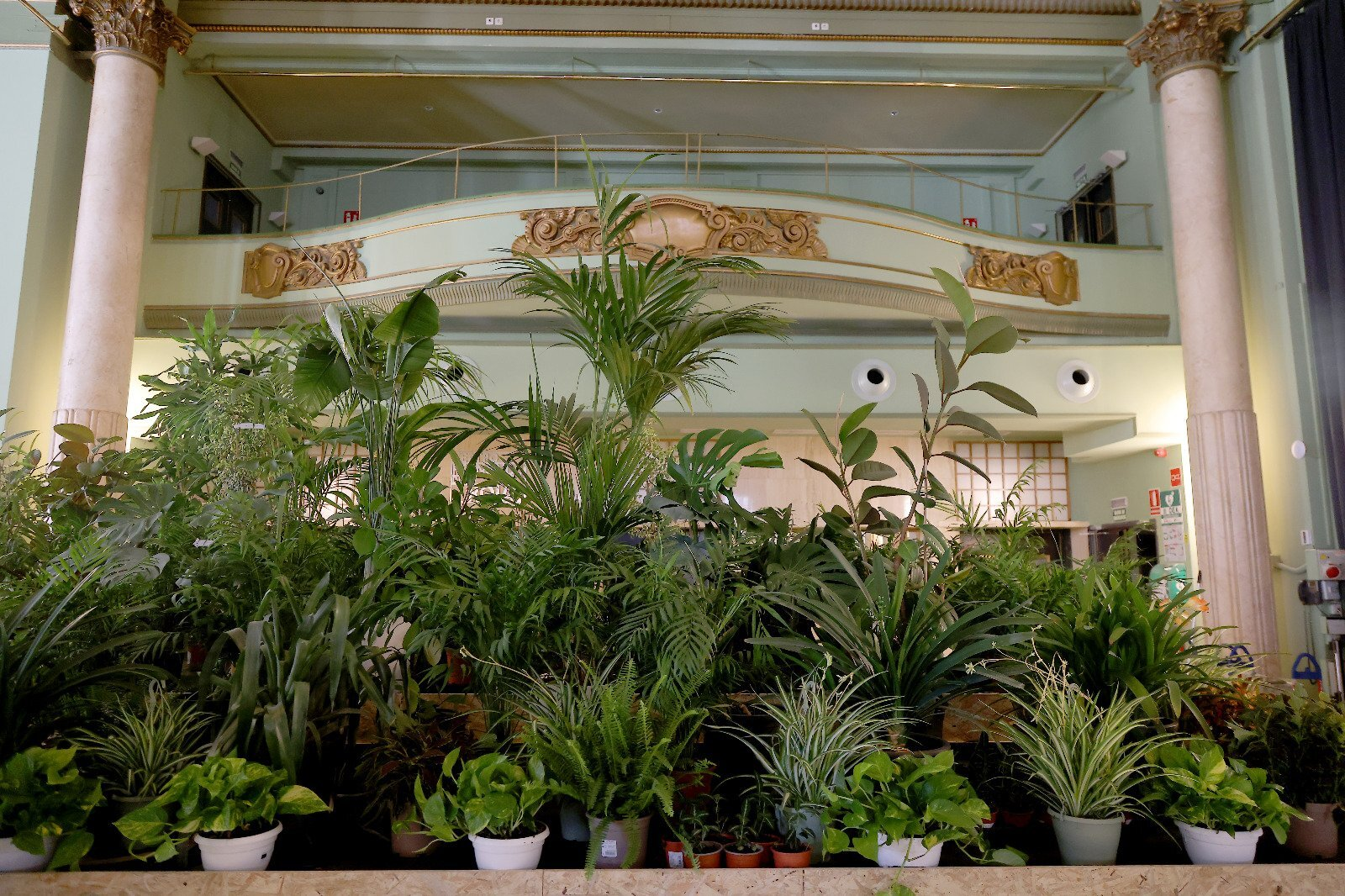
سالن رقص میدان هنرهای زیبا در ساختمان فرهنگی شهر مادرید اسپانیا به‌عنوان یک پناهگاه تابستانی برای گیاهان و مردم آماده‌سازی شده است.

پناهگاه اقلیمی، مرکزی برای پناه دادن به مردمی است که به دنبال سرپناهی می‌گردند تا در برابر رویدادهای شدید اقلیمی که توسط اثرات جزایر گرمایی شهری نیز تشدید می‌شوند، از خود محافظت کنند. این پناهگاه‌ها عمدتاً شامل مراکز سرمایش سرپوشیده می‌شوند، اما همچنین پارکها و سایر فضاهای باز که فضاهایی درون آنها به‌عنوان پناهگاه برای تأمین دمای خنک‌تر از مناطق اطراف طراحی شده‌اند را نیز در بر می‌گیرند. چندین شهر برنامه‌هایی را برای اجرای پناهگاه‌های اقلیمی شهری طراحی کرده‌اند.

## هدف
پناهگاه‌های اقلیمی، تأسیسات ضروری شهری هستند که با هدف تسهیل سازگاری با رویدادهای شدید آب و هوایی، به ویژه امواج گرما، که به‌طور فزاینده‌ای با افزایش میزان مرگ و میر مرتبط بوده‌اند، ساخته می‌شوند. این پناهگاه‌ها، چه به‌صورت سرپوشیده و چه در فضای آزاد، برای حفظ دمای ایمن و راحت برای افراد آسیب‌پذیر در برابر شرایط آب و هوایی شدید طراحی شده‌اند.

## مزایا
پناهگاه‌های اقلیمی، محافظت حیاتی برای جوامع آسیب‌پذیر در برابر بلایای مرتبط با آب و هوا مانند سیل، طوفان و دمای شدید ارائه می‌دهند این طرح‌ها نه تنها خطر آسیب را کاهش می‌دهند و به حفظ جان و سلامتی افراد کمک می‌کنند، بلکه در درازمدت با جلوگیری از مرگ و میر و خسارات مالی آن و همچنین صرفه جویی در هزینه‌های درمانی و پزشکی ناشی از آسیبهای آب و هوا، از نظر اقتصادی نیز مقرون به صرفه نیز هستند. برای جوامع محروم از نظر اقتصادی، دسترسی به سرپناه تاب آور و مقرون به صرفه بسیار حیاتی است، زیرا به حفاظت از افراد و خانواده‌ها در مواقع بحرانی کمک می‌کند.
راه‌حل‌های نوآورانه، که اغلب از طریق مسابقات نوآوری شناسایی می‌شوند، نشان داده‌اند که حتی ویژگی‌های یک طراحی ساده و کم‌هزینه نیز گاه می‌تواند به‌طور قابل توجهی تاب‌آوری خانه‌ها را افزایش دهد. علاوه بر این، تحلیل‌های کیفی و کمی به‌طور مداوم نشان می‌دهند که سرمایه‌گذاری در مسکن تاب آور، نسبت‌های سود به هزینه بالایی را در سناریوهای مختلف به همراه دارد. این امر بر توجیه اقتصادی اولویت‌بندی چنین ابتکاراتی تأکید می‌کند. این طرحها جزء مهمی از استراتژی‌های گسترده‌تر سازگاری با آب و هوا هستند و مزایای ملموسی را از نظر کاهش ریسک، صرفه‌جویی در هزینه و افزایش تاب‌آوری جامعه ارائه می‌دهند. با سرمایه‌گذاری در مسکن مقاوم، ما نه تنها از جان و مال مردم محافظت می‌کنیم، بلکه به توسعه پایدار و تاب‌آوری اقلیمی در جوامع آسیب‌پذیر نیز کمک می‌نماییم.

## چالش‌ها
علیرغم مزایای آشکار، موانع دسترسی به مسکن تاب آور همچنان پابرجاست، که عمدتاً به دلیل چالش‌های موجود در تأمین مالی مقرون به صرفه و اطمینان از آموزش کافی سازندگان و آگاهی از اصول طراحی مقاوم است. پرداختن به این موانع برای اطمینان از اینکه جمعیت‌های آسیب‌پذیر می‌توانند از حمایت ارائه شده توسط پناهگاه‌های مقاوم بهره‌مند شوند، ضروری است.
پناهگاه‌های اقلیمی با چالش‌های متعددی روبرو هستند که عمدتاً ناشی از ماهیت پویا و اغلب غیرقابل پیش‌بینی خود تغییرات اقلیمی است. اول از همه، مسئله طراحی و ساخت مطرح است زیرا پناهگاه‌ها باید در برابر رویدادهای شدید آب و هوایی مانند طوفان، سیل یا آتش‌سوزی مقاوم باشند، ضمن اینکه با گذشت زمان با شرایط متغیر نیز سازگار باشند. این امر مستلزم راه‌حل‌های مهندسی نوآورانه و تولید موادی است که بتوانند در برابر شرایط سخت محیطی مقاومت کنند. ثانیاً، چالش لجستیکی مربوط به قرارگیری و نگهداری وجود دارد. شناسایی مکان‌های مناسب برای پناهگاه‌ها شامل ملاحظات پیچیده‌ای از جغرافیا، تراکم جمعیت و آسیب‌پذیری در برابر خطرات آب و هوایی است. علاوه بر این، نگهداری از پناهگاه‌ها در مناطق دورافتاده یا مستعد فاجعه می‌تواند پرهزینه و نیازمند منابع باشد. علاوه بر این، تضمین دسترسی عادلانه به پناهگاه‌ها برای جوامع حاشیه‌نشین، چالش مهم دیگری را ایجاد می‌کند که نیازمند سیاست‌ها و استراتژی‌های پیشگیرانه برای رسیدگی به نابرابری‌های اجتماعی-اقتصادی است. در نهایت، چالش اصلی، تأمین مالی و اراده سیاسی است، زیرا اجرای پناهگاه‌های اقلیمی اغلب نیازمند سرمایه‌گذاری قابل توجه و تعهد بلندمدت از سوی دولت‌ها و سایر ذینفعان است.
برای شهرهایی که برنامه‌های پناهگاه اقلیمی دارند، دشوار است که اطمینان حاصل کنند خدماتشان برای همه جمعیت، به ویژه آن‌هایی که سازه‌ها یا پارک‌های کافی در نزدیکی برای ساخت پناهگاه ندارند، قابل دسترسی است. در بارسلونا، سازمان اورژانس اجتماعی و مرکز مراقبت‌های فوری بارسلونا (CUESB) بر خدمات اجتماعی شهر مربوط به رویدادهای مرتبط با گرما نظارت دارد. اگر خطر در بالاترین حد خود باشد، CUESB قادر است جمعیت‌های آسیب‌پذیر را به مناطقی منتقل کند که بتوانند به پناهگاه‌های اقلیمی دسترسی پیدا کنند.
از دریچهٔ عدالت مکانی، براساس نظرسنجی‌های انجام‌شده در جامعهٔ در معرض تغییرات اقلیمیِ شهر لا پروسپریتات (در حومه بارسلون)، آشکار شده است که پناهگاه‌های اقلیمی فعلی ممکن است نیازها و انتظارات آسیب‌پذیرترین بخشهای جامعه را به‌طور کامل برآورده نکنند. حاشیه نشینان شهرها معمولاً با آسیب‌پذیری‌هاو محرومیتهای ناشی از جبر مکانی مواجه هستند که اغلب مورد توجه (مدیران و سیاستگذاران) قرار نمی‌گیرند، و به همین دلیل در در دسترسی به سازوکارهای مقابله با آسیب‌های آب و هوا نیز به دلیل فقر و موقعیت‌اجتماعی فرودست، از برخورداری کمتری بهره‌مند هستند.
نکته قابل توجه این است که ساکنان کم‌درآمد و افراد اهل کشورهای جنوب جهان به‌طور نامتناسبی تحت تأثیر کمبود مسکن و فقر انرژی قرار دارند و این امر آنها را مستعدترین و کم‌تجهیزترین افراد برای مقابله با دماهای شدید می‌کند. علاوه بر این، زنان حساسیت بیشتری نسبت به تأثیرات اقلیمی نشان می‌دهند و نگرانی‌های بیشتری را در مورد خطرات حال و آینده ابراز می‌کنند.